# It's a Hard Life
"It's A Hard Life" (en español: "Es Una Vida Dura") es una canción por la banda de rock británica Queen. Escrita por el vocalista Freddie Mercury
Fue incluida en su álbum de 1984, The Works, y fue el tercer sencillo de este álbum. Alcanzó el número 6 en las listas Británicas y fue su tercer sencillo consecutivo Top 10 del álbum. También alcanzó el número 2 en Irlanda y número 20 en los Países Bajos. También llegó al número 19 en una encuesta, The Nation's Favorite Queen Song transmitida en ITV el 11 de noviembre de 2014.

## Composición
Las letras y melodías de apertura de "It's a Hard Life" están basadas en la línea "Ridi, Pagliaccio, sul tuo amore infranto!" (¡Ríe, Payaso,
sobre tu amor despedazado!) de "Vesti la giubba" un aria de la ópera de Ruggero Leoncavallo, Pagliacci. La misma melodía también aparece en la banda sonora de la película A Night at the Opera que dio nombre al álbum de 1975 de Queen.
Musicalmente, la canción recrea los rasgos de "Play the Game" en orden de continuar la historia, utilizando las habilidades de Mercury en el piano y la técnica característica de la banda de armonías en capas.

## Video musical
El video que acompaña a la canción, dirigido por Tim Pope y producido por Gordon Lewis, ha sido creado en un "estilo de ópera", con los miembros de la banda y extras apareciendo con vestuario de la época. El vídeo también presenta una guitarra inusual con temática "cráneos y huesos" que costó más de £1,000, tocada por May, que también puede ser vista en la carátula de sencillo en el Reino Unido, también en gran medida, el uso de símbolos alquímicos y paganos.
La banda encontraba esos disfraces calientes e incómodos, y los "ojos" en el atuendo de Mercury fueron ridiculizados por los demás, diciendo que lucía "como un langostino gigante". Tanto Brian May como Roger Taylor se quejaron cuando mostraron este vídeo durante su comentario para la colección Greatest Video Hits Vol. 2. Taylor admitió abiertamente que "amaba la canción, pero realmente odiaba el video", dijo en los comentarios: "Creó que nos vemos más estúpidos en este video que cualquier otro artista se haya visto en un video." May señaló más positivamente video como una toma irónica, ya que retratada a Mercury como un hombre sano que cantaba sobre lo difícil que es la vida y el amor, y en ese punto Mercury poseía una gran salud, pero aún seguía buscando el amor. Cuando reflexionó sobre el video en 2011 durante una entrevista para el documental Queen: Days of Our Lives, Taylor admitió que el antes admiraba al director Tim Pope, pero sintió que "estaba sacando el mickey dentro de nosotros". 
El video fue filmando en los estudios Arnold & Richter en Múnich. Actores Kurt Raab y Barbara Valentin, amigos de Mercury, pueden ser vistos como extras. Ingrid Mack, que está casada con el productor Reinhold Mack y un amigo de la banda, están presentes también.

## Lista de canciones
1. "It's a Hard Life" – 4:06
2. "Is This the World We Created...?" – 2:13

## Créditos
Queen
- Freddie Mercury – voz principal y coros, piano
- Brian May – guitarra eléctrica y coros
- Roger Taylor – batería y coros
- John Deacon – bajo

## Grabaciones en vivo
- Queen Live in Rio (VHS, 1985) (DVD, 2009)
- We Are the Champions: Final Live in Japan (DVD, 2004)

## Posicionamiento
| Gráficas (1984)                       | Pico de posición |
| ------------------------------------- | ---------------- |
| Reino Unido (UK Singles Chart)        | 6                |
| Australia (Kent Music Report)         | 65               |
| Países Bajos (Mega Single Top 100)    | 20               |
| Países Bajos (Dutch Top 40)           | 4                |
| Bélgica (Flandes) (Ultratop 50)       | 31               |
| Alemania (Offizielle Deutsche Charts) | 26               |
| Nueva Zelanda (Recorded Music NZ)     | 30               |
| Irlanda (IRMA)                        | 2                |
| Estados Unidos (Billboard Hot 100)    | 72               |